# Deschampsia atropurpurea
Deschampsia atropurpurea là một loài thực vật có hoa trong họ Hòa thảo. Loài này được (Wahlenb.) Scheele mô tả khoa học đầu tiên năm 1844.

## Hình ảnh

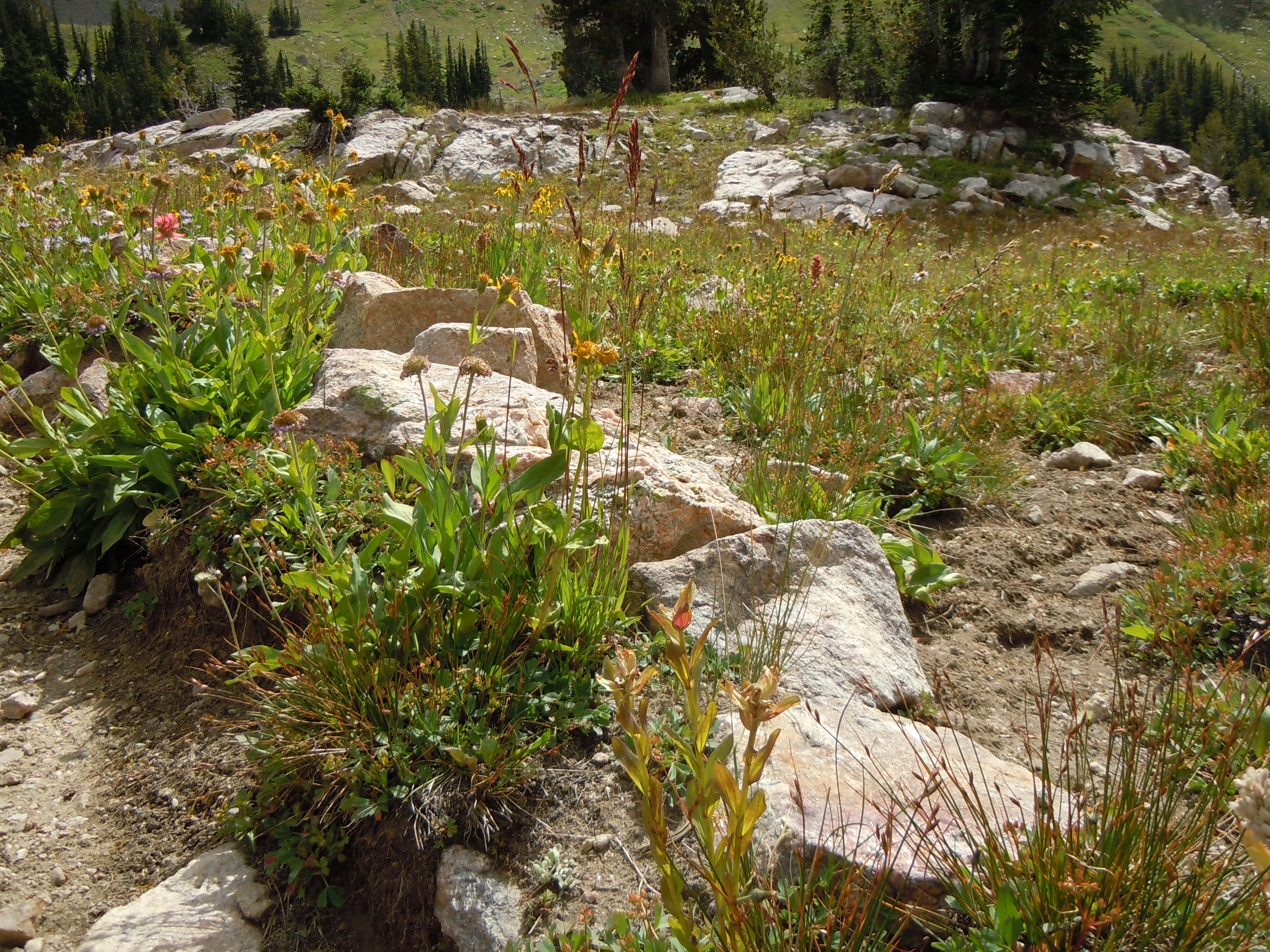